# 青野利彦
青野 利彦（あおの としひこ、1973年 - ）は、日本の国際政治学者、歴史学者。専門はアメリカ政治外交史、冷戦史。学位は、歴史学博士。一橋大学大学院法学研究科教授。アメリカ学会清水博賞受賞。

## 人物・経歴
広島県生まれ。広大福山高校から1996年一橋大学社会学部卒業。学部生時代には一橋大学男声合唱団コール・メルクール（パート：トップ）に所属。1998年一橋大学大学院法学研究科修士課程修了。田中孝彦の指導を受けた。2007年カリフォルニア大学サンタバーバラ校大学院歴史学研究科博士課程修了、歴史学博士（Ph.D.）。
2008年一橋大学大学院法学研究科専任講師。オックスフォード大学政治・国際関係学部客員研究員を経て、2013年一橋大学大学院法学研究科准教授。2019年同教授。この間、2014年から16年まで日本財団国際フェローシップ第3期フェローとして、ロンドン大学ロンドン・スクール・オブ・エコノミクス国際関係史学部客員研究員を務め、リンドン・ジョンソン政権の研究を行ったほか、一橋大学硬式野球部部長、早稲田大学政治経済学部非常勤講師等も務めた。
専門はアメリカ政治外交史、冷戦史で、2013年には著書『「危機の年」の冷戦と同盟：ベルリン，キューバ，デタント 1961―63年』により、アメリカ学会清水博賞を受賞した。

## 著書
- 『「危機の年」の冷戦と同盟』有斐閣、2012年
- 『冷戦史』中公新書（上下）、2023年

### 共著
- 『冷戦史を問いなおす』、益田実, 池田亮, 齋藤嘉臣と共著、ミネルヴァ書房、2015年
- 『国際政治史 主権国家体系の歩み』、小川浩之, 板橋拓己と共著、有斐閣、2018年
- 『現代アメリカ政治外交史：「アメリカの世紀」から「アメリカ第一主義」まで』、倉科一希, 宮田伊知郎との共編著、ミネルヴァ書房、2020年